# Vebret
Vebret is een gemeente in het Franse departement Cantal (regio Auvergne-Rhône-Alpes) en telt 472 inwoners (2005). De plaats maakt deel uit van het arrondissement Mauriac.

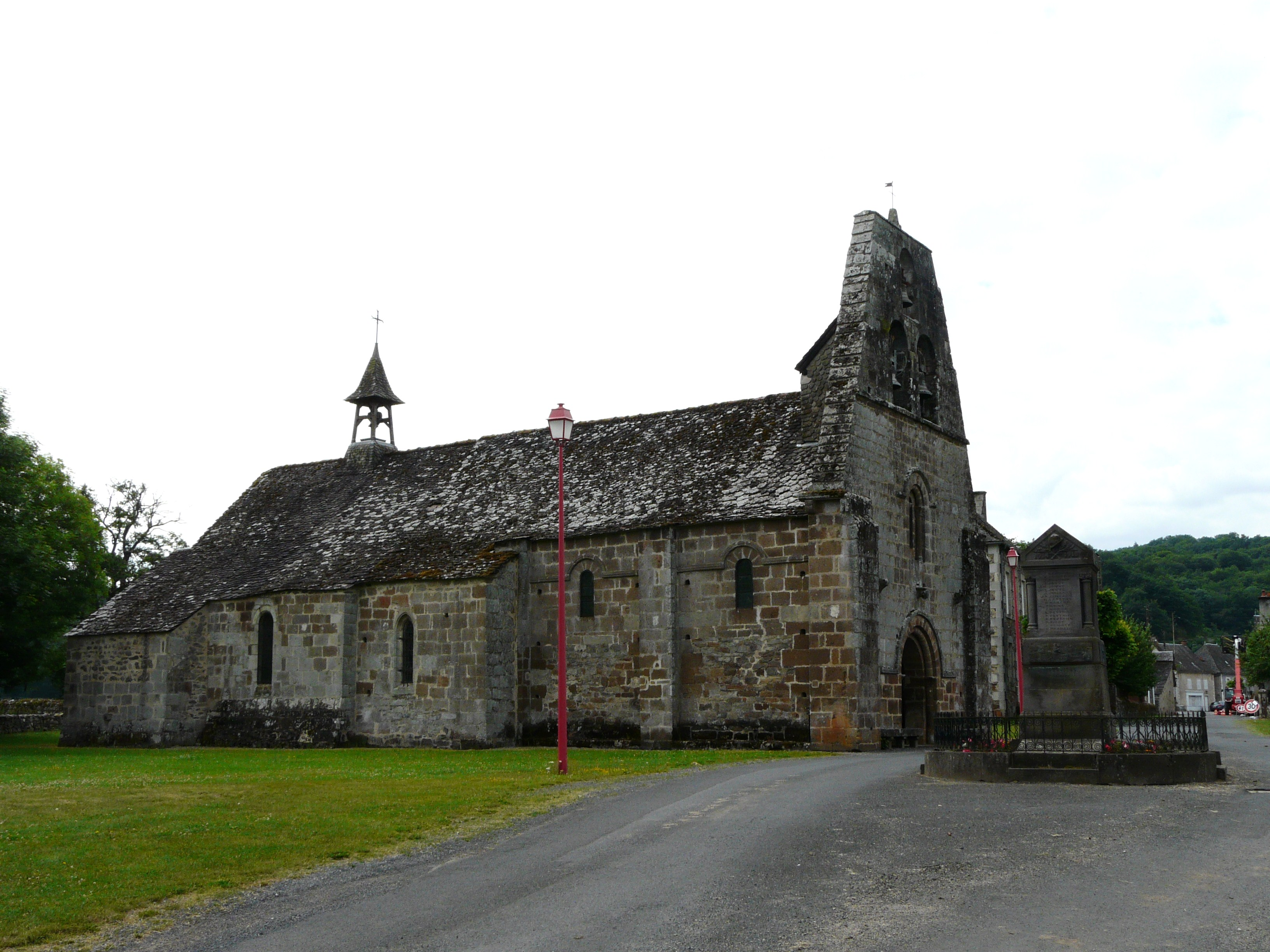
Kerk in Vebret
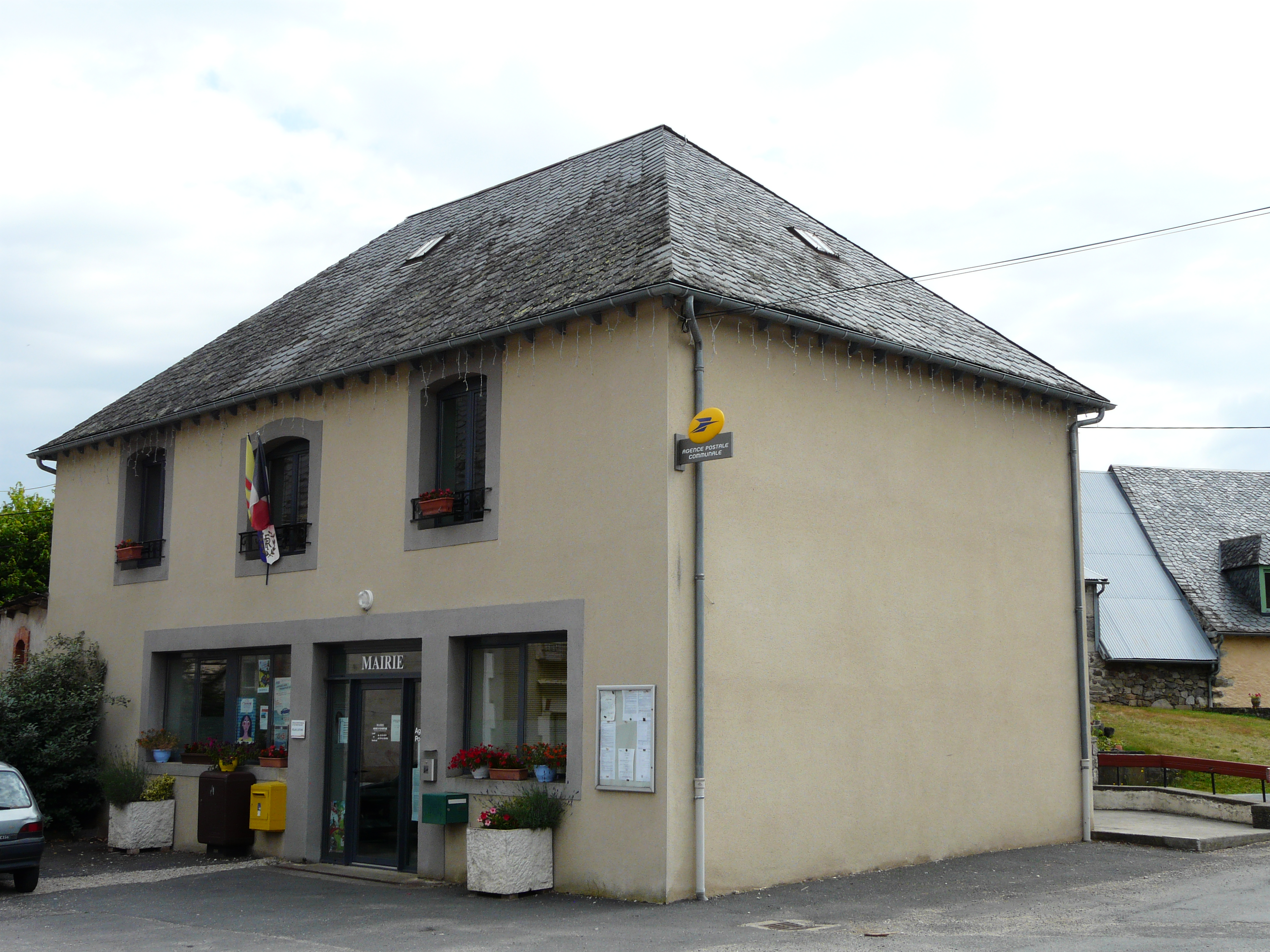
Gemeentehuis

## Geografie
De oppervlakte van Vebret bedraagt 24,2 km², de bevolkingsdichtheid is 19,5 inwoners per km².
De onderstaande kaart toont de ligging van Vebret met de belangrijkste infrastructuur en aangrenzende gemeenten.

## Demografie
Onderstaande figuur toont het verloop van het inwonertal (bron: INSEE-tellingen).

Vanwege een beveiligingsprobleem met de MediaWiki Graph-software is het momenteel niet mogelijk deze grafiek weer te geven. Zodra de software is bijgewerkt zal de grafiek vanzelf weer zichtbaar worden.
1. ↑  Populations de référence 2022.